# Memoriale alle vittime Sinti e Rom del nazionalsocialismo

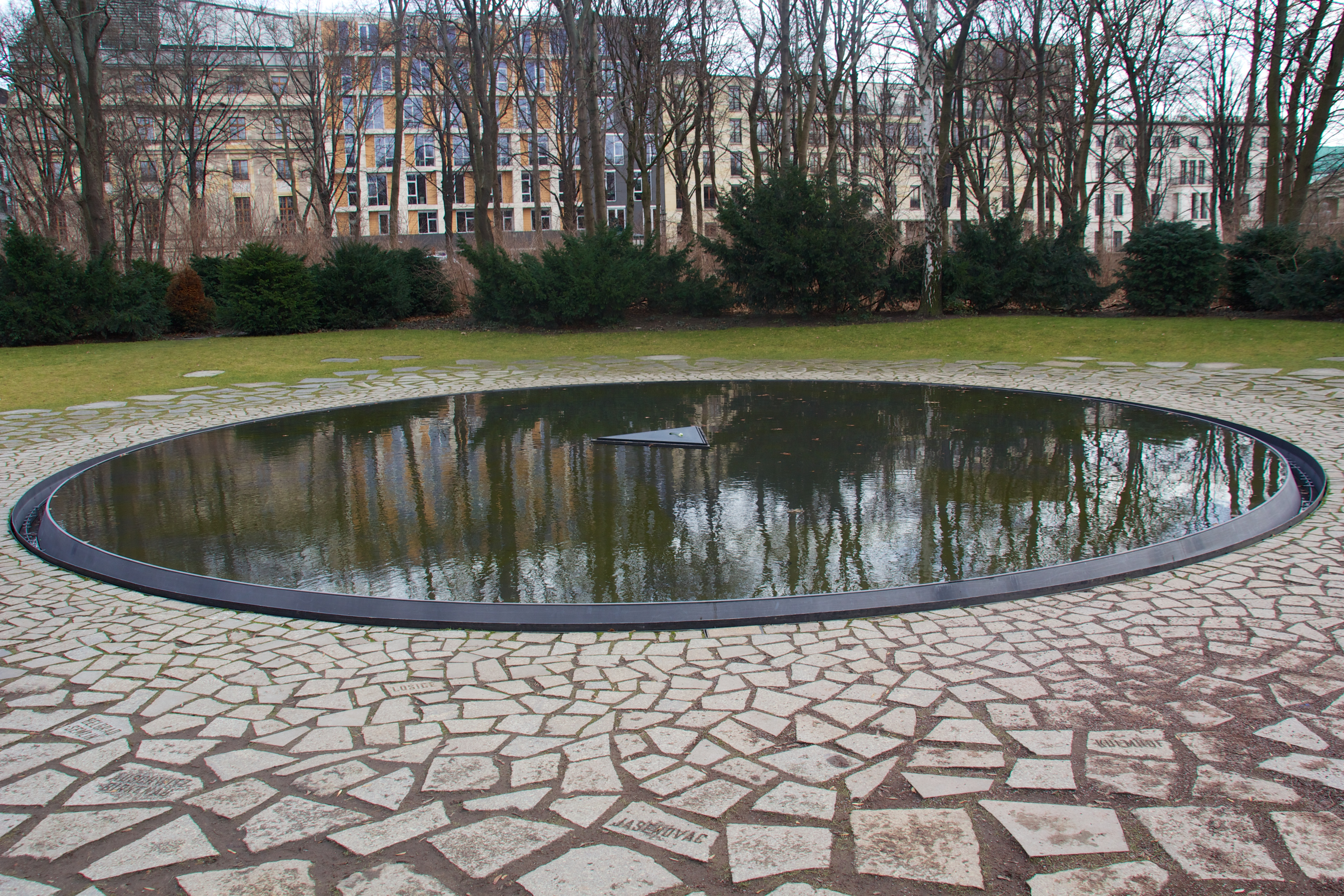
La piscina commemorativa

Il memoriale alle vittime sinti e rom del nazionalsocialismo è un memoriale realizzato a Berlino, in Germania. Il monumento è dedicato alla memoria delle 220.000 - 500.000 persone uccise nel Porajmos, il genocidio nazista dei Sinti e dei Rom europei. È stato progettato da Dani Karavan ed è stato ufficialmente inaugurato il 24 ottobre 2012 dal cancelliere tedesco Angela Merkel alla presenza del presidente Joachim Gauck.

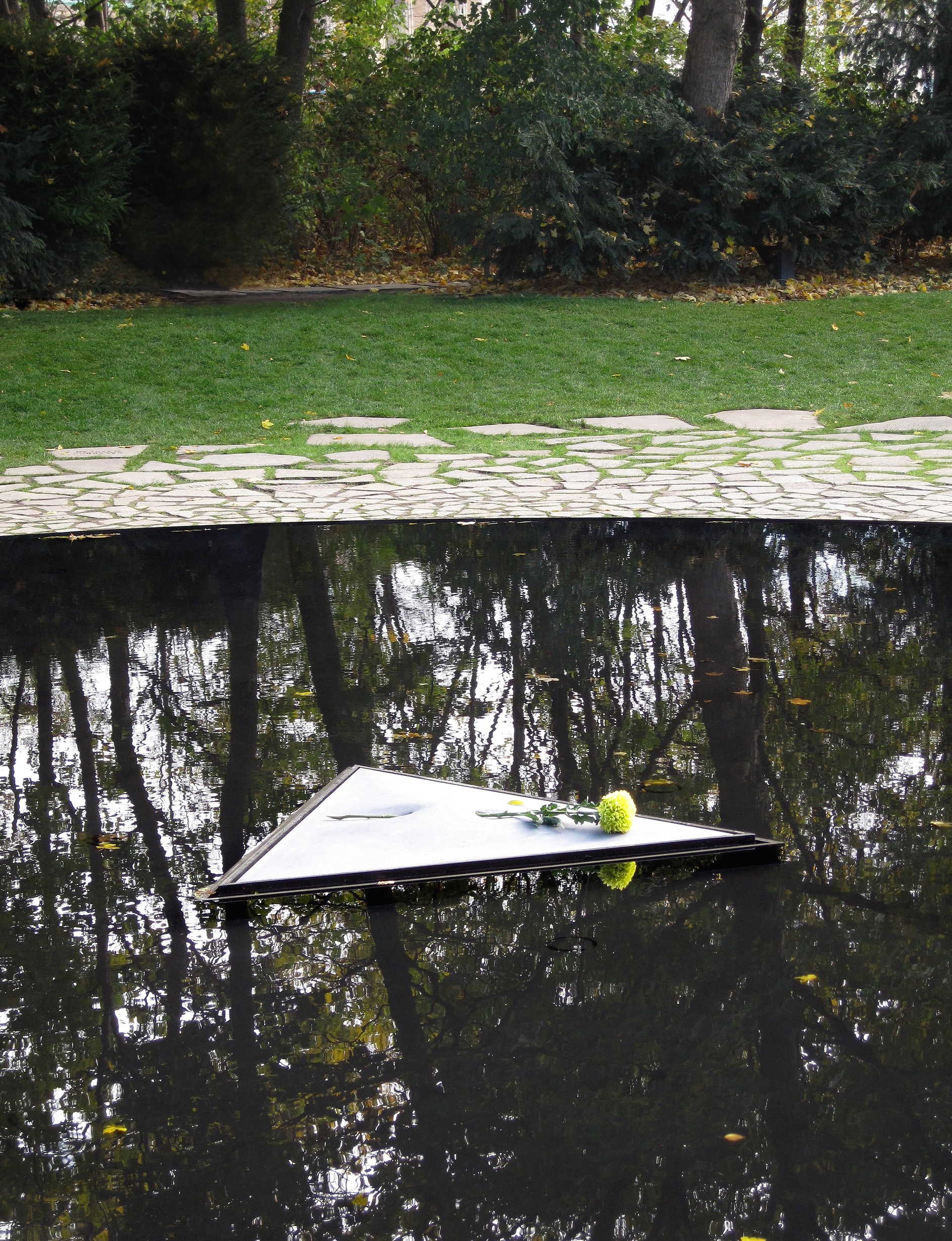
Il centro della piscina del Memoriale dei Sinti e dei Rom vittime del nazionalsocialismo.

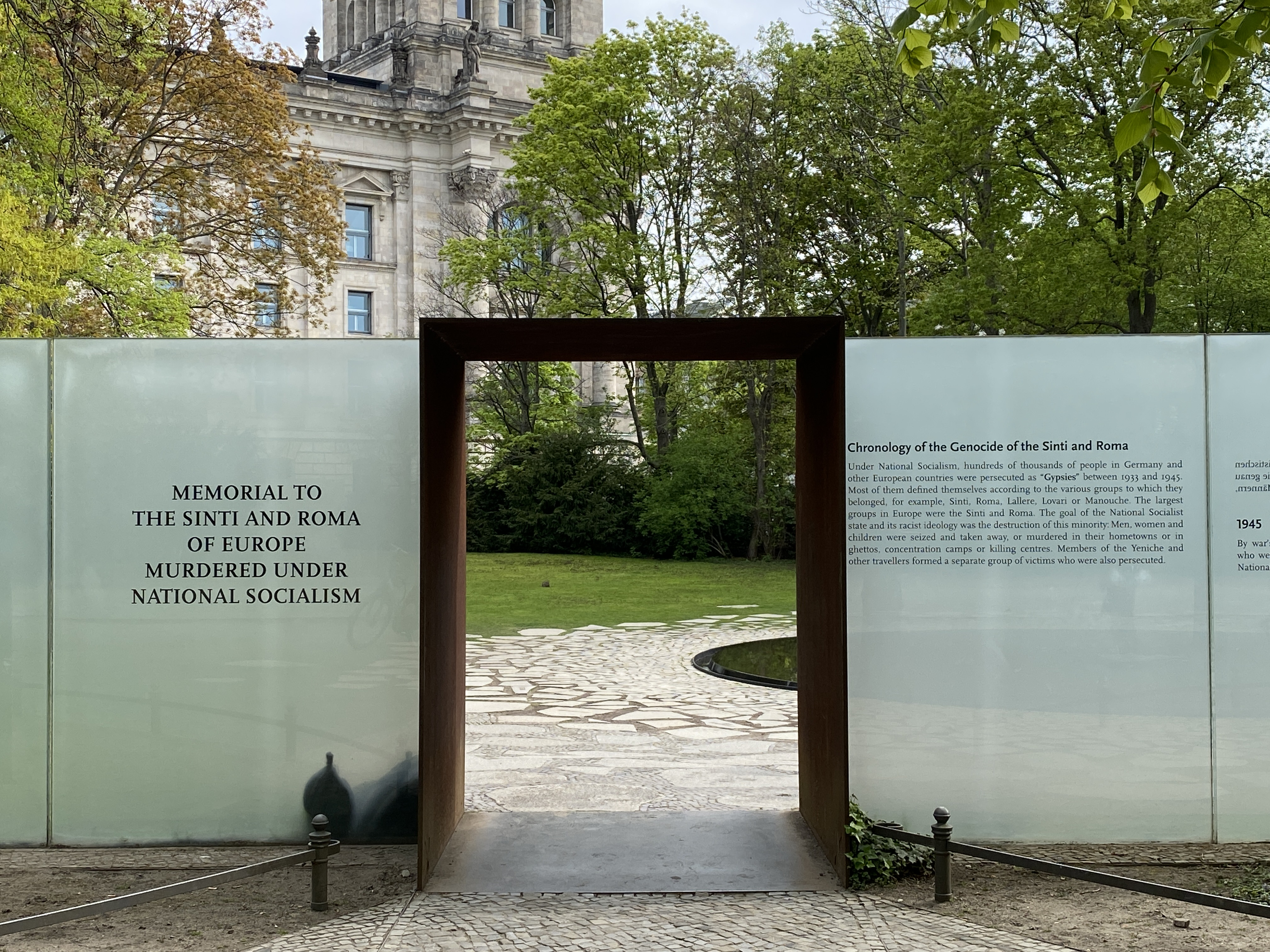
Ingresso del Memoriale alle Vittime Sinti e Rom del Nazionalsocialismo.

## Posizione e design
Il memoriale si trova su Simsonweg nel Tiergarten di Berlino, a sud del Reichstag e vicino alla Porta di Brandeburgo.
Il memoriale è stato progettato dall'artista israeliano Dani Karavan ed è costituito da una pozza d'acqua scura e circolare al centro della quale si trova una pietra triangolare. La forma triangolare della pietra è in riferimento ai distintivi che dovevano essere indossati dai prigionieri dei campi di concentramento. La pietra è retrattile e ogni giorno viene posto un fiore fresco su di essa. Intorno al bordo della piscina, in lettere di bronzo, c'è la poesia "Auschwitz" del poeta rom Santino Spinelli, anche se il monumento commemora tutti i rom e i sinti assassinati durante il Porajmos:
I pannelli informativi circondano il memoriale e forniscono una cronologia del genocidio dei Sinti e dei Rom.

## Storia
L'istituzione di un memoriale permanente per le vittime Sinti e Rom del regime nazista era una richiesta di lunga data del Consiglio Centrale dei Sinti e Rom tedeschi e dell'Alleanza Sinti tedesca. 
Nel 1992, il governo federale ha accettato di costruire un monumento ma il memoriale ha dovuto affrontare anni di ritardo e controversie sulla sua progettazione e posizione. La città di Berlino inizialmente voleva collocarlo nel quartiere meno importante di Marzahn, dove centinaia di Rom e Sinti sono stati detenuti in condizioni terribili dal 1936. Nel 2001 è stato deciso di collocarlo nel Tiergarten vicino ad altri memoriali dell'Olocausto, ma i lavori non sono iniziati ufficialmente fino al 19 dicembre 2008, giorno della commemorazione delle vittime del Porajmos. Il memoriale è stato completato con un costo di 2,8 milioni di euro e inaugurato da Angela Merkel il 24 ottobre 2012.